# 韦尔内
韦尔内（法語：Vernet，法語發音：[vɛʁnɛ]）是法国上加龙省的一个市镇，属于米雷区。

## 地理
韦尔内（43°25'58"N, 1°25'54"E）面积10.53 平方千米，位于法国奧克西塔尼大區上加龙省，该省份为法国西南部内陆省份，西南端与西班牙接壤，自此顺时针与上比利牛斯省、热尔省、塔恩-加龙省、塔恩省、奥德省和阿列日省接壤。
与韦尔内接壤的市镇（或旧市镇、城区）包括：莱兹河畔拉巴特、克莱蒙堡、格雷皮亚克、莱兹河畔拉加代勒、米尔蒙、沃内尔克。

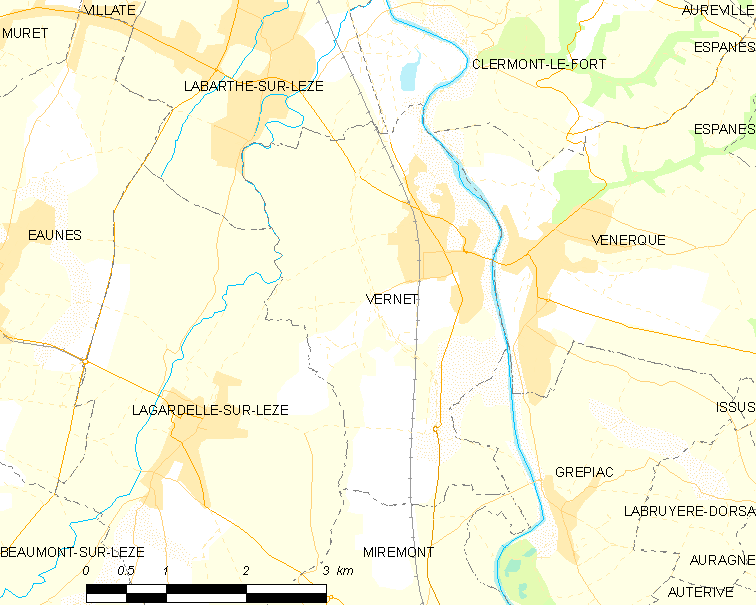
韦尔内的OSM定位图

韦尔内的时区为UTC+01:00、UTC+02:00（夏令时）。

## 行政
韦尔内的邮政编码为31810，INSEE市镇编码为31574。

## 政治
韦尔内所属的省级选区为加龙河畔波尔泰县。

## 人口

1962-2008年间韦尔内人口变化图示

韦尔内于2022年1月1日时的人口数量为3294人。